# Tristessa
Tristessa je krátký román amerického spisovatele Jacka Kerouaca. Kerouac tuto knihu napsal v létě roku 1955 a dokončil až o rok později v Mexiku. V příběhu se objevuje i William (Bill) Maynard Garver, vystupující pod jménem Old Bull Gaines či jen Bull.

## Námět
Kniha je založena na Jackově vztahu k mexické prostitutce. Její skutečné jméno bylo Esperanza (ve španělštině esperanza znamená „naděje“) Villanueva. Tristessa, jak jí říkal Kerouac podle jejího melancholického hlasu a také proto, že byla předmětem neuskutečněné lásky  (ze španělského tristeza, tedy „smutek“) je prostitutka od svých šestnácti let, bere morfin i jiné drogy. Kerouac k ní prožívá hluboký cit a detailně jej popisuje. V době psaní románu se Kerouac také intenzivně věnoval studiu buddhismu, což se odráží v celé knize.

## Obsah
Tristessa je psána spontánním stylem, téměř celý román je pouhým pozorováním. Kerouac čtenáře doslova zasypává množstvím rychle za sebou jdoucích informací, pocitů, obrazů a myšlenek, i když děj je poměrně omezený. Kniha vyjadřuje autorovu náklonnost k exotice, Mexiko pro Kerouaca představovalo romantické místo plné nebezpečí a vzrušení starého amerického Západu.
To dokládá například popis Tristessina příbytku ve slumu, kde žije se svou starší sestrou Cruz v místnostech plných zvířat – kohout pod postelí, holubice na římse, vyjící čivava, kotě... Společně s El Indiem – obchodníkem s kuriozitami, ve skutečnosti zlodějem a prodavačem morfia se všichni překřikují a popotahují v nahromaděném nepořádku, Cruz zvrací, následuje aplikace drogy - zaškrcování paží, vaření morfia na lžíci a vpichování jehel do těla.
Kerouac z příbytku odchází nad ránem a proplétá se mnohamílovým zástupem lidí v Mexico City, míjí postávající děvky na Panama Street, zevlouny, lidi občerstvující se u stánků, motá se v ulicích osvětlených svíčkami a lucernami...
Druhá polovina Tristessy byla napsána o rok později, poté, co Kerouac strávil léto na Desolation Peak jako požární hlídač. Nálada je daleko zlověstnější a rezignovanější, Tristessa je vykreslena jako zdeptaná a zničená žena nadměrným užíváním Seconalu.
V románu mj. spisovatel dává najevo svou nikdy nenaplněnou touhu po vzájemně obohacujícím partnerském svazku, v postavě Tristessy si představuje ženu, s níž by rád opustil hmotné závazky a utekl do primitivnějšího způsobu existence, což se ovšem také nesplní.